# Copa del Món Femenina de Futbol de 2015
La Copa Mundial Femenina de Futbol 2015 va ser la setena edició de la Copa del Món Femenina de Futbol. Es va jugar al Canadà del 6 de juny al 5 de juliol. El torneig es va ampliar de 16 a 24 participants, pel que per primera vegada es van jugar vuitens de final. Hi van haver vuit seleccions debutants: Costa d'Ivori, Costa Rica, l'Equador, Espanya, els Països Baixos, Suïssa, i Tailàndia.
Els Estats Units, subcampiones al 2011, van guanyar el torneig 16 anys després i es van convertir a la primera selecció amb tres títols. A la final van golejar 5-2 al Japó, vigent campió, amb un hat-trick als primers 16 minuts de Carli Lloyd, que va ser Baló d'Or del torneig. Va acabar empatada a sis gols amb Celia Sasic, que va rebre la Bota d'Or.

## Classificació
| UEFA (Classificatori)                    | UEFA (Classificatori) | UEFA (Classificatori) | UEFA (Classificatori) | UEFA (Classificatori) | UEFA (Classificatori) | UEFA (Classificatori) | UEFA (Classificatori) | Llegenda                                   |
| Fase regular - 1rs                       | Alemanya              | Espanya               | Suïssa                | Suècia                | Noruega               | Anglaterra            | França                | Classificats                               |
| Fase regular - 2ns                       | Rússia                | Itàlia                | Islàndia              | Escòcia               | Països Baixos         | Ucraïna               | Àustria               | Classificats a la repesca intercontinental |
| Fase regular - 3rs                       | Irlanda               | Txèquia               | Dinamarca             | Polònia               | Bèlgica               | Gal·les               | Finlàndia             | Eliminats a la repesca                     |
| Fase regular - 4ts                       | Croàcia               | Romania               | Israel                | Bòsnia                | Portugal              | Turquia               | Hongria               | Eliminats a la fase regular                |
| Fase regular - 5ès                       | Eslovènia             | Estònia               | Sèrbia                | Irlanda Nord          | Grècia                | Belarús               | Kazakhstan            |                                            |
| Fase regular - 6ès                       | Eslovàquia            | Macedònia             | Malta                 | Feroe                 | Albània               | Montenegro            | Bulgària              |                                            |
| AFC (Copa Asiàtica 2014)                 |                       |                       |                       |                       |                       |                       |                       |                                            |
| Finalistes                               | Japó                  | Austràlia             |                       |                       |                       |                       |                       |                                            |
| Semifinalistes                           | Xina                  | Corea Sud             |                       |                       |                       |                       |                       |                                            |
| 1a fase - 3rs                            | Vietnam               | Tailàndia             |                       |                       |                       |                       |                       |                                            |
| 1a fase - 4ts                            | Jordània              | Myanmar               |                       |                       |                       |                       |                       |                                            |
| CONCACAF (Campionat de la CONCACAF 2014) |                       |                       |                       |                       |                       |                       |                       |                                            |
| Finalistes                               | Estats Units          | Costa Rica            |                       |                       |                       |                       |                       |                                            |
| Semifinalistes                           | Mèxic                 | Trinitat i Tobago     |                       |                       |                       |                       |                       |                                            |
| 1a fase - 3rs                            | Haiti                 | Jamaica               |                       |                       |                       |                       |                       |                                            |
| 1a fase - 4ts                            | Guatemala             | Martinica             |                       |                       |                       |                       |                       |                                            |
| CAF (Copa d'Àfrica 2014)                 |                       |                       |                       |                       |                       |                       |                       |                                            |
| Finalistes                               | Nigèria               | Camerun               |                       |                       |                       |                       |                       |                                            |
| Semifinalistes                           | Costa d'Ivori         | Sud-àfrica            |                       |                       |                       |                       |                       |                                            |
| 1a fase - 3rs                            | Namibia               | Ghana                 |                       |                       |                       |                       |                       |                                            |
| 1a fase - 4ts                            | Zàmbia                | Algèria               |                       |                       |                       |                       |                       |                                            |
| CONMEBOL (Copa América 2014)             |                       |                       |                       |                       |                       |                       |                       |                                            |
| Fase final - 1r i 2n                     | Brasil                | Colòmbia              |                       |                       |                       |                       |                       |                                            |
| Fase final - 3r i 4t                     | Equador               | Argentina             |                       |                       |                       |                       |                       |                                            |
| 1a fase - 3rs                            | Uruguai               | Paraguai              |                       |                       |                       |                       |                       |                                            |
| 1a fase - 4ts                            | Veneçuela             | Xile                  |                       |                       |                       |                       |                       |                                            |
| 1a fase - 5ès                            | Perú                  | Bolívia               |                       |                       |                       |                       |                       |                                            |
| OFC (Copa de Nacions 2014)               |                       |                       |                       |                       |                       |                       |                       |                                            |
| Fase única - 1r i 2n                     | Nova Zelanda          | Papua Nova Guinea     |                       |                       |                       |                       |                       |                                            |
| Fase única - 3r i 4t                     | Cook                  | Tonga                 |                       |                       |                       |                       |                       |                                            |
| Repesca intercontinental                 |                       |                       |                       |                       |                       |                       |                       |                                            |
| CONCACAF-CONMEBOL                        | Equador               | Trinitat i Tobago     |                       |                       |                       |                       |                       |                                            |

## Fase de grups
| Pos | Grup A        | Grup A | Grup A | Grup B        | Grup B | Grup B | Grup C   | Grup C | Grup C | Grup D       | Grup D | Grup D | Grup E        | Grup E | Grup E | Grup F     | Grup F | Grup F |
| Pos | Selecció      | P      | G      | Selecció      | P      | G      | Selecció | P      | G      | Selecció     | P      | G      | Selecció      | P      | G      | Selecció   | P      | G      |
| --- | ------------- | ------ | ------ | ------------- | ------ | ------ | -------- | ------ | ------ | ------------ | ------ | ------ | ------------- | ------ | ------ | ---------- | ------ | ------ |
| 1r  | Canadà        | 5      | 5-4    | Alemanya      | 7      | 14-1   | Japó     | 9      | 4-1    | Estats Units | 7      | 4-1    | Brasil        | 9      | 4-0    | França     | 6      | 6-2    |
| 2n  | Xina          | 4      | 3-3    | Noruega       | 7      | 8-2    | Camerun  | 6      | 9-3    | Austràlia    | 4      | 4-4    | Corea del Sud | 4      | 4-5    | Anglaterra | 6      | 4-3    |
| 3r  | Països Baixos | 4      | 2-2    | Tailàndia     | 3      | 3-10   | Suïssa   | 3      | 11-4   | Suècia       | 3      | 4-4    | Costa Rica    | 2      | 2-3    | Colòmbia   | 4      | 4-3    |
| 4t  | Nova Zelanda  | 2      | 2-3    | Costa d'Ivori | 0      | 3-16   | Equador  | 0      | 1-17   | Nigèria      | 1      | 3-6    | Espanya       | 1      | 2-4    | Mèxic      | 1      | 2-8    |

| Primera jornada |               |      |               |                                                                                           |           |           |                      |        |
| 06/06           | Canadà        | 1-0  | Xina          | Sinclair 92'                                                                              | Monzul    | Edmonton  | Commonwealth Stadium | 53.058 |
| 06/06           | Nova Zelanda  | 0-1  | Països Baixos | Martens 33'                                                                               | Alvarado  | Edmonton  | Commonwealth Stadium | 53.058 |
| 07/06           | Noruega       | 4-0  | Tailàndia     | Rønning 16', Herlovsen 29' 34', Hegerberg 68'                                             | Keighley  | Ottawa    | Lansdowne Stadium    | 20.953 |
| 07/06           | Alemanya      | 10-0 | Costa d'Ivori | Sasic 3' 14' 31', Mittag 20' 35' 64', Laudehr 71', Däbritz 75', Behringer 79', Popp 85'   | Chenard   | Ottawa    | Lansdowne Stadium    | 20.953 |
| 08/06           | Camerun       | 6-0  | Equador       | Ngono Mani 34', Enganamouit 36' 73' 94', Manie 44', Onguéné 79'                           | Kulcsár   | Vancouver | BC Place             | 25.942 |
| 08/06           | Japó          | 1-0  | Suïssa        | Miyama 29'                                                                                | Venegas   | Vancouver | BC Place             | 25.942 |
| 08/06           | Suècia        | 3-3  | Nigèria       | Oparanozie pp 21', Fischer 31', Sembrant 60' — Okobi 50', Oshoala 53', Ordega 87'         | Ri        | Winnipeg  | Winnipeg Stadium     | 31.148 |
| 08/06           | Estats Units  | 3-1  | Austràlia     | Rapinoe 12' 78', Press 61'                                                                | Umpierrez | Winnipeg  | Winnipeg Stadium     | 31.148 |
| 09/06           | Espanya       | 1-1  | Costa Rica    | Losada 13' — R. Rodríguez 14'                                                             | Di Iorio  | Mont-real | Olympic Stadium      | 10.175 |
| 09/06           | Brasil        | 2-0  | Corea del Sud | Formiga 33', Marta 53'                                                                    | Staubli   | Mont-real | Olympic Stadium      | 10.175 |
| 09/06           | França        | 1-0  | Anglaterra    | Le Sommer 29'                                                                             | Mitsi     | Moncton   | Moncton Stadium      | 11.686 |
| 09/06           | Colòmbia      | 1-1  | Mèxic         | Montoya 82' — V. Pérez 36'                                                                | Neguel    | Moncton   | Moncton Stadium      | 11.686 |
| Segona jornada  |               |      |               |                                                                                           |           |           |                      |        |
| 11/06           | Xina          | 1-0  | Països Baixos | Wang L. 91'                                                                               | Martínez  | Edmonton  | Commonwealth Stadium | 35.544 |
| 11/06           | Canadà        | 0-0  | Nova Zelanda  |                                                                                           | Steinhaus | Edmonton  | Commonwealth Stadium | 35.544 |
| 11/06           | Alemanya      | 1-1  | Noruega       | Mittag 6' — Mjelde 61'                                                                    | Albon     | Ottawa    | Lansdowne Stadium    | 18.987 |
| 11/06           | Costa d'Ivori | 2-3  | Tailàndia     | N'Guessan 4', Nahi 88' — Srimanee 26' 45', Chawong 75'                                    | Domka     | Ottawa    | Lansdowne Stadium    | 18.987 |
| 12/06           | Suïssa        | 10-1 | Equador       | Ponce pp 24' 71', Aigbogun 45', Humm 47' 49' 52', Bachmann 61' 81', Moser 76' — Ponce 64' | Gani      | Vancouver | BC Place             | 31.441 |
| 12/06           | Japó          | 2-1  | Camerun       | Sameshima 6', Sugasawa 17' — Nchout 90'                                                   | Larsson   | Vancouver | BC Place             | 31.441 |
| 12/06           | Austràlia     | 2-0  | Nigèria       | Simon 29' 68'                                                                             | Frappart  | Winnipeg  | Winnipeg Stadium     | 32.716 |
| 12/06           | Estats Units  | 0-0  | Suècia        |                                                                                           | Yamagishi | Winnipeg  | Winnipeg Stadium     | 32.716 |
| 13/06           | Brasil        | 1-0  | Espanya       | Alves 44'                                                                                 | Chenard   | Mont-real | Olympic Stadium      | 28.623 |
| 13/06           | Corea del Sud | 2-2  | Costa Rica    | Ji 21', Jeon 25' — Herrera 17', Villalobos 89'                                            | Vitulano  | Mont-real | Olympic Stadium      | 28.623 |
| 13/06           | França        | 0-2  | Colòmbia      | Andrade 19', Usme 93'                                                                     | Qin       | Moncton   | Moncton Stadium      | 13.138 |
| 13/06           | Anglaterra    | 2-1  | Mèxic         | Kirby 71', Carney 82' — Ibarra 91'                                                        | Keighley  | Moncton   | Moncton Stadium      | 13.138 |
| Tercera jornada |               |      |               |                                                                                           |           |           |                      |        |
| 15/06           | Països Baixos | 1-1  | Canadà        | Van de Ven 87' — Lawrence 10'                                                             | Ri        | Mont-real | Olympic Stadium      | 45.420 |
| 15/06           | Xina          | 2-2  | Nova Zelanda  | Wang L. 41', Wang S. 60' — Stott 28', Wilkinson 64'                                       | Kulcsár   | Winnipeg  | Winnipeg Stadium     | 26.191 |
| 15/06           | Tailàndia     | 0-4  | Alemanya      | Leupolz 24', Petermann 56' 58', Däbritz 73'                                               | Lengwe    | Winnipeg  | Winnipeg Stadium     | 26.191 |
| 15/06           | Costa d'Ivori | 1-3  | Noruega       | N'Guessa 71' — Hegerberg 6' 62', Gulbrandsen 67'                                          | Di Iorio  | Moncton   | Moncton Stadium      | 07.147 |
| 16/06           | Equador       | 0-1  | Japó          | Ogimi 6'                                                                                  | Borjas    | Winnipeg  | Winnipeg Stadium     | 14.522 |
| 16/06           | Suïssa        | 1-2  | Camerun       | Crnogorčević 24' — Onguéné 47', Ngono Mani 62'                                            | Umpierrez | Edmonton  | Commonwealth Stadium | 10.177 |
| 16/06           | Austràlia     | 1-1  | Suècia        | De Vanna 5' — Jakobsson 15'                                                               | Venegas   | Edmonton  | Commonwealth Stadium | 10.177 |
| 17/06           | Nigèria       | 0-1  | Estats Units  | Wambach 45'                                                                               | Monzul    | Vancouver | BC Place             | 52.193 |
| 17/06           | Costa Rica    | 0-1  | Brasil        | Raquel 83'                                                                                | Mitsi     | Moncton   | Moncton Stadium      | 09.543 |
| 17/06           | Corea del Sud | 2-1  | Espanya       | Cho 53', Kim S. 78' — Boquete 29'                                                         | Keightley | Ottawa    | Lansdowne Stadium    | 21.562 |
| 17/06           | Mèxic         | 0-5  | França        | Delie 1', Ruiz pp 9', Le Sommer 13' 36', Henry 80'                                        | Yamagishi | Ottawa    | Lansdowne Stadium    | 21.562 |
| 17/06           | Anglaterra    | 2-1  | Colòmbia      | Carney 15', Williams 38' — Andrade 94'                                                    | Chenard   | Mont-real | Olympic Stadium      | 13.862 |

## Fases finals
| Vuitens de final   |              |     |               |                                                                      |           |           |                      |        |
| 20/06              | Xina         | 1-0 | Camerun       | Wang S. 12'                                                          | Steinhaus | Edmonton  | Commonwealth Stadium | 15.958 |
| 22/06              | Estats Units | 2-0 | Colòmbia      | Morgan 53', Lloyd 66'                                                | Frappart  | Edmonton  | Commonwealth Stadium | 19.412 |
| 20/06              | Alemanya     | 4-1 | Suècia        | Mittag 24', Sasic 36' 78', Marozsán 88' — Sembrant 82'               | Ri        | Ottawa    | Lansdowne Stadium    | 19.412 |
| 21/06              | França       | 3-0 | Corea del Sud | Delie 4' 48', Thomis 8'                                              | Di Iorio  | Mont-real | Olympic Stadium      | 15.518 |
| 21/06              | Brasil       | 0-1 | Austràlia     | Simon 80'                                                            | Albon     | Moncton   | Moncton Stadium      | 12.054 |
| 23/06              | Japó         | 2-1 | Països Baixos | Ariyoshi 10', Sakaguchi 78' — Van de Ven 92'                         | Venegas   | Vancouver | BC Place             | 28.717 |
| 22/06              | Noruega      | 1-2 | Anglaterra    | Gulbrandsen 54' — Houghton 61', Bronze 76'                           | Staubli   | Ottawa    | Lansdowne Stadium    | 19.829 |
| 21/06              | Canadà       | 1-0 | Suïssa        | Bélanger 62'                                                         | Keighley  | Vancouver | BC Place             | 53.855 |
| Quarts de final    |              |     |               |                                                                      |           |           |                      |        |
| 26/06              | Xina         | 0-1 | Estats Units  | Lloyd 51'                                                            | Vitulano  | Ottawa    | Lansdowne Stadium    | 24.141 |
| 26/06              | Alemanya     | 1-1 | França        | Sasic 84' — Necib 64'. Penals: 5-4                                   | Chenard   | Mont-real | Olympic Stadium      | 24.859 |
| 27/06              | Austràlia    | 0-1 | Japó          | Iwabuchi 87'                                                         | Monzul    | Edmonton  | Commonwealth Stadium | 19.814 |
| 27/06              | Anglaterra   | 2-1 | Canadà        | Taylor 11', Bronze 14' — Sinclair 42'                                | Umpierrez | Vancouver | BC Place             | 54.027 |
| Semifinals         |              |     |               |                                                                      |           |           |                      |        |
| 30/06              | Estats Units | 2-0 | Alemanya      | Lloyd 69', O'Hara 84'                                                | Albon     | Mont-real | Olympic Stadium      | 51.176 |
| 01/07              | Japó         | 2-1 | Anglaterra    | Miyama 33', Bassett pp 92' — Williams 40'                            | Keighley  | Edmonton  | Commonwealth Stadium | 31.467 |
| Partit pel 3r lloc |              |     |               |                                                                      |           |           |                      |        |
| 04/07              | Alemanya     | 0-1 | Anglaterra    | Williams 108'                                                        | Ri        | Edmonton  | Commonwealth Stadium | 21.483 |
| Semifinals         |              |     |               |                                                                      |           |           |                      |        |
| 05/07              | Estats Units | 5-2 | Japó          | Lloyd 3' 5' 16', Holiday 14', Heath 54' — Ogimi 27', Johnston pp 52' | Monzul    | Vancouver | BC Place             | 53.341 |

## Plantilles
Aquesta és una llista de les plantilles dels equips de la Copa del Món Femenina de Futbol 2015. A aquesta edició el nombre de jugadores a cada convocatòria es va augmentar de 21 a 23, incloent tres porteres. Formiga del Brasil i Homare Sawa del Japó van ser les primeres jugadores convocades per a sis Mundials.

### Criteris
- Les seleccions estan ordenades segons la fase que van assolir, els punts aconseguits, la diferència de gols i l'ordre alfabètic, en aquest ordre.
- Les jugadores estan ordenades segons la seva posició al camp, el nombre de partits jugats, els gols marcats i l'ordre alfabètic del cognom, en aquest ordre.
- Les banderes de les jugadores representen la nacionalitat del club al que havien jugat la temporada tardor-primavera anterior o la temporada primavera-tardor en curs.
- Les jugadores sense bandera havien sigut agents lliures la temporada anterior.
- Les banderes de les seleccionadores representen la seva nacionalitat.
- Font principal: Soccerway

### Llista
| Porters | Defenses | Migcampistes | Davanters | Seleccionador/a                               |
| --- | --- | --- | --- | --------------------------------------------- |
| Estats Units — Campió | | | |                                               |
| Hope Solo (7) · 0 · 0 · 0 · 0 · 0 · 0 | Julie Johnston (7) · Meghan Klingenberg (7) · Ali Krieger (7) · Becky Sauerbrunn (7) · Christie Rampone (2) · Kelley O'Hara (3 / 1) · Lori Chalupny (1)            | Megan Rapinoe (6 / 2) · Tobin Heath (6 / 1) · Lauren Holiday (6 / 1) · Morgan Brian (6) · Shannon Boxx (1) · Heather O'Reilly (1) · 0                                                                            | Carli Lloyd (7 / 6) · 0 Abby Wambach (7 / 1) · Alex Morgan (7 / 1) · Christen Press (4 / 1) · Sydney Leroux (4) · Amy Rodriguez (2) · 0                 | Jill Ellis · 0 · 0 · 0 · 0 · 0 · 0            |
| Van ser convocades però no van arribar a jugar: PT: Ashlyn Harris, Alyssa Naeher — DF: Whitney Engen                                                          | | | |                                               |
| Japó — Subcampió | | | |                                               |
| Ayumi Kaihori (5) · Miho Fukumoto (1) · Eriko Yamane (1) · 0 · 0 · 0 · 0 · 0 · 0                                                                              | Saori Ariyoshi (6 / 1) · Aya Sameshima (6 / 1) · Azusa Iwashimizu (6) · Saki Kumagai (6) · Yukari Kinga (1) · Kana Kitahara (1) · Asuna Tanaka (1) · 0 · 0         | Aya Miyama (7 / 2) · Mizuho Sakaguchi (6 / 1) · Nahomi Kawasumi (6) · Homare Sawa (6) · Rumi Utsugi (6) · Megumi Kamionobe (2) · Yuri Kawamura (2) · Kozue Ando (1) · Asano Nagasato (1)                         | Yuki Ogimi (7 / 2) · Shinobu Ohno (7) · Mana Iwabuchi (5 / 1) · Yuika Sugasawa (4 / 1) · 0 · 0 · 0 · 0 · 0                                              | Norio Sasaki · 0 · 0 · 0 · 0 · 0 · 0 · 0 · 0  |
| Anglaterra — 3ª posició | | | |                                               |
| Karen Bardsley (7) · Siobhan Chamberlain (1) · 0 · 0 · 0 · 0 · 0                                                                                              | Steph Houghton (7 / 1) · Lucy Bronze (6 / 2) · Laura Bassett (6) · Claire Rafferty (5) · Alex Scott (4) · Alex Greenwood (3) · Casey Stoney (3)                    | Fara Williams (7 / 3) · Karen Carney (6 / 2) · Jade Moore (6) · Jill Scott (6) · Katie Chapman (5) · Jo Potter (2) · Jordan Nobbs (1)                                                                            | Toni Duggan (5) · Fran Kirby (4 / 1) · Jodie Taylor (4 / 1) · Ellen White (4) · Eniola Aluko (3) · Lianne Sanderson (2) · 0                             | Mark Sampson · 0 · 0 · 0 · 0 · 0 · 0          |
| Van ser convocades però no van arribar a jugar: PT: Cindy Telford                                                                                             | | | |                                               |
| Alemanya — 4ª posició | | | |                                               |
| Nadine Angerer (7) · 0 · 0 · 0 · 0 · 0 · 0 · 0 | Tabea Kemme (6) · Annike Krahn (6) · Saskia Bartusiak (5) · Leonie Maier (5) · Babett Peter (3) · Jennifer Cramer (2) · Bianca Schmidt (2) · Josephine Henning (1) | Simone Laudehr (6 / 1) · Melanie Leupolz (6 / 1) · Lena Gössling (6) · Sara Däbitz (5 / 2) · Dzsenifer Marozsán (5 / 1) · Melanie Behringer (4 / 1) · 0 · 0                                                      | Célia Šašić (7 / 6) · Anja Mittag (7 / 5) · Alexandra Popp (6 / 1) · Lena Petermann (3 / 2) · Lena Lotzen (3 / 0) · Pauline Bremer (1) · 0 · 0          | Silvia Neid · 0 · 0 · 0 · 0 · 0 · 0 · 0       |
| Van ser convocades però no van arribar a jugar: PT Benkarth, Schult                                                                                           | | | |                                               |
| França — Quarts de final | | | |                                               |
| Sarah Bouhaddi (5) · 0 · 0 · 0 · 0 · 0 · 0 · 0 | Laura Georges (5) · Jessica Houara (5) · Wendie Renard (5) · Laure Boulleau (4) · Amel Majri (2) · Sabrina Delannoy (1) · 0 · 0                                    | Amadnine Henry (5 / 1) · Camille Abily (5) · Louisa Necib (4 / 1) · Elodie Thomis (4 / 1) · Elise Bussaglia (3) · Claire Lavogez (2) · Kenza Dali (2) · Kheira Hamraoui (2)                                      | Eugénie Le Sommer (5 / 3) · Gaëtane Thiney (5) · Marie-Laure Delie (4 / 3) · Kadidiatou Diani (1) · 0 · 0 · 0 · 0                                       | Philippe Bergeroo · 0 · 0 · 0 · 0 · 0 · 0 · 0 |
| Van ser convocades però no van arribar a jugar: PT Celine Deville, Meline Gérard — DF Anaig Butel, Griedge Mbock-Bathy                                        | | | |                                               |
| Canadà — Quarts de final | | | |                                               |
| Erin McLeod (5) · 0 · 0 · 0 · 0 · 0 | Kadeisha Buchanan (5) · Allysha Chapman (5) · Laura Sesselmann (4) · Rhian Wilkinson (3) · 0 Carmelina Moscato (2) · 0 Marie-Eve Nault (1)                         | Ashley Lawrence (5 / 1) · Kaylyn Kyle (5) · 0 Sophie Schmidt (5) · Desirée Scott (5) · Jessie Fleming (2) · Diana Matheson (1)                                                                                   | Christine Sinclair (5 / 2) · 0 Josée Bélanger (5 / 1) · Melissa Tancredi (5) · Adriana Leon (4) · Jonelle Filigno (3) · 0                               | John Herdman · 0 · 0 · 0 · 0 · 0              |
| Van ser convocades però no van arribar a jugar: PT Stephanie Labbé, Karina LeBlanc —— DF Robyn Gayle, Emily Zurrer — MC Selenia Iaccelli                      | | | |                                               |
| Austràlia — Quarts de final | | | |                                               |
| Lydia Williams (4) · Melissa Barbieri (1) · 0 · 0 · 0 · 0 · 0                                                                                                 | Laura Alleway (5) · Steph Catley (5) · Elise Kellond-Knight (5) · Servet Uzunlar (1) · 0 · 0 · 0                                                                   | Katrina Gorry (5) · Alanna Kennedy (5) · Emily van Egmond (5) · Tameka Butt (3) · 0 · 0 · 0 | Kyah Simon (5 / 3) · Lisa de Vanna (5 / 2) · Michelle Heyman (5) · Caitlin Foord (5) · Sam Kerr (5) · Larissa Crummer (2) · Ashleigh Sykes (2)          | Alen Stajcic · 0 · 0 · 0 · 0 · 0 · 0          |
| Van ser convocades però no van arribar a jugar: PT Mackenzie Arnold — DF Claire Polkinghorne — MC Nicole Bolger, Teresa Polias — FW Leena Khamis, Hayley Raso | | | |                                               |
| Xina — Quarts de final | | | |                                               |
| Wang Fei · 0 · 0 · 0 · 0 · 0 · 0 · 0 | Wang Shanshan (5 / 2) · Li Dongna (5) · Liu Shanshan (5) · Wu Haiyan (5) · Pang Fengyue (1) · 0 · 0 · 0                                                            | Wang Lisi (5 / 2) · Han Peng (5) · Ren Guixin (5) · Tan Ruyin (5) · Tang Jiali (4) · Wang Shuang (4) · Ma Jun (2) · Zhang Rui (1)                                                                                | Zhao Rong (5) · Lou Jiahui (4) · Gu Yasha (2) · Li Ying (2) · 0 · 0 · 0 · 0                                                                             | Hao Wei · 0 · 0 · 0 · 0 · 0 · 0 · 0           |
| Van ser convocades però no van arribar a jugar: PT Zhang Yue, Zhao Lina — DF J. Li — MC Lei Jiahui, Xu Yanlu                                                  | | | |                                               |
| Brasil — Vuitens de final | | | |                                               |
| Luciana Maria (4) · 0 · 0 · 0 · 0 · 0 · 0 · 0 · 0 | Rafaelle Carvalho (4) · Tamires (4) · Monica Hickmann (4) · Fabiana da Silva (3) · Poliana Barbosa (2) · Géssica do Nascimento (2) · 0 · 0 · 0                     | Raquel Fernandes (4 / 1) · Andressa Cavalari (4) · Andressa Alves (3 / 1) · Formiga Maciel (3 / 1) · Thaisa Rosa (3) · Darlene de Souza (2) · Beatriz Zaneratto (2) · Maurine Dornelles (1) · Gabi Zanotti (1) · | Marta Vieira (3 / 1) · Cristiane Rozeira (3) · Rafinha de Miranda (2) · Rosana dos Santos (1) · 0 · 0 · 0 · 0 · 0                                       | Vadão Fumeiro · 0 · 0 · 0 · 0 · 0 · 0 · 0 · 0 |
| Van ser convocades però no van arribar a jugar: PT Bárbara do Monte, Letícia Lima — DF Tayla Pereyra                                                          | | | |                                               |
| Noruega — Vuitens de final | | | |                                               |
| Ingrid Hjelmseth (4) · Silje Vesterbekkmo (1) · 0 · 0 · 0 · 0                                                                                                 | Ingrid Moe-Wold (4) · Marita Skammelsrud-Lund (4) · Maria Thorisdottir (3) · Trine Rønning (2 / 1) · Nora Holstad-Berge (1) · 0                                    | Solveig Gulbrandsen (4 / 2) · Maren Mjelde (4 / 1) · Kristine Minde (4) · Lene Mykjåland (4) · Gry Tofte-Ims (3) · Ingrid Schjelderup (2)                                                                        | Ada Hegerberg (4 / 3) · Elise Thorsnes (4) · Isabell Herlovsen (3 / 2) · Emilie Haavi (3) · Lisa Utland (2) · 0                                         | Eve Pellerud · 0 · 0 · 0 · 0 · 0              |
| Van ser convocades però no van arribar a jugar: PT Cecilie Fiskerstrand — DF Marit Sandvei — MC Anja Sønstevold — DV Melissa Bjånesøy, Hege Hansen            | | | |                                               |
| Camerun — Vuitens de final | | | |                                               |
| Annette Ngo-Ndom (4) · 0 · 0 · 0 · 0 · 0 | Christine Manie (4 / 1) · Claudine Meffometou (4) · Yvonne Leuko (3) · Aurelle Awona (2) · Augustine Ejangue (2) · Cathy Bou-Ndjouh (2)                            | Raissa Feudjio (4) · Henriette Akaba (3) · Geneviève Ngo-Mbeleck (2) · Agathe Ngani (1) · 0 · 0 | Gaëlle Enganamouit (4 / 3) · Madeleine Ngono-Mani (4 / 2) · Gabrielle Onguéné (4 / 2) · Ajara Nchout (4 / 1) · Jeannette Yango (4) · Francine Zouga (4) | Enow Ngachu · 0 · 0 · 0 · 0 · 0               |
| Van ser convocades però no van arribar a jugar: PT Regine Enyegue, Thecle Mbororo — DF Wanki Awachwi, Ysis Sonkeng — MC Ninon Abena — DV Rose Bella           | | | |                                               |